# Ананьєвка (Кулундинський район)
Ана́ньєвка (рос. Ананьевка) — село у складі Кулундинського району Алтайського краю, Росія. Адміністративний центр Ананьєвської сільської ради.

## Населення
Населення — 643 особи (2010; 724 у 2002).
Національний склад (станом на 2002 рік):
- росіяни — 65 %